# 博加卢萨 (路易斯安那州)
博加卢萨（英語：Bogalusa），是美国路易斯安那州下属的一座城市。根据2010年美国人口普查，该市有人口12,232人。